# Parley Baer
Parley Baer (Salt Lake City, 5 agosto 1914 – Los Angeles, 22 novembre 2002) è stato un attore statunitense.
Ha recitato in oltre 60 film dal 1950 al 1995 ed è apparso in oltre 200 produzioni televisive dal 1951 al 1996. È stato accreditato anche con il nome Parley E. Baer.

## Biografia
Parley Baer nacque a Salt Lake City, nello Utah, il 5 agosto 1914. Iniziò la sua carriera artistica prestando la voce in vari radiodrammi in stazioni della sua zona natia, lo Utah, tra gli anni 40 e l'inizio degli anni 50.
Fece il suo debutto sul grande schermo nel 1950, non accreditato, prestando proprio la sua voce come narratore nel film Bill il sanguinario. Cominciò a lavorare per la televisione interpretando poi una serie di personaggi in moltissimi episodi di serie televisive, tra le più note del periodo d'oro della televisione statunitense (anni 50 e 60).
Interpretò il ruolo di Darby in 56 episodi della serie televisiva The Adventures of Ozzie & Harriet dal 1955 al 1965 (più alti due crediti, uno come comparsa, l'altro, non accreditato, per una canzone della colonna sonora). Interpretò poi il sindaco Roy Stoner in 7 episodi della serie The Andy Griffith Show dal 1962 al 1963, il sindaco Arthur J. Henson in 6 episodi della serie La famiglia Addams dal 1965 al 1966, di Austin Richmond in due episodi della serie Lassie nel 1968, di Doc Appleby in 7 episodi della serie Hazzard dal 1981 al 1984 e del giudice della suprema corte Parker in due episodi della serie Avvocati a Los Angeles nel 1990 e nel 1994.
La sua ultima apparizione sul piccolo schermo avvenne nell'episodio Terra sacra della serie televisiva Star Trek: Voyager, andato in onda il 30 ottobre 1996, che lo vede nel ruolo di un anziano, mentre per il grande schermo l'ultima interpretazione risale al film L'ultimo cacciatore del 1995 in cui interpreta Mr. Hollis.
Sposò Elizabeth Ernestine Clarke Baer (1921-2000). Morì a Los Angeles, in California, il 22 novembre 2002 e fu seppellito al Forest Lawn Memorial Park di Hollywood Hills.

## Filmografia

### Cinema
- Bill il sanguinario (The Kid from Texas), regia di Kurt Neumann (1950)
- Pelle di bronzo (Comanche Territory), regia di George Sherman (1950)
- L'ultima preda (Union Station), regia di Rudolph Maté (1950)
- N.N. vigilata speciale (The Company She Keeps), regia di John Cromwell (1951)
- Le vie del cielo (Three Guys Named Mike), regia di Charles Walters (1951)
- I moschettieri dell'aria (Air Cadet), regia di Joseph Pevney (1951)
- Storia di un detective (The Fat Man), regia di William Castle (1951)
- Le rane del mare (The Frogmen), regia di Lloyd Bacon (1951)
- La gente mormora (People Will Talk), regia di Joseph L. Mankiewicz (1951)
- Fuga d'amore (Elopement), regia di Henry Koster (1951)
- Duello nella foresta (Red Skies of Montana), regia di Joseph M. Newman (1952)
- L'ultima minaccia (Deadline - U.S.A.), regia di Richard Brooks (1952)
- Fearless Fagan, regia di Stanley Donen (1952)
- Something for the Birds, regia di Robert Wise (1952)
- Mano pericolosa (Pickup on South Street), regia di Samuel Fuller (1953)
- Hanno ucciso Vicki (Vicki), regia di Harry Horner (1953)
- Giocatore d'azzardo (The Gambler from Natchez), regia di Henry Levin (1954)
- Operazione Normandia (D-Day the Sixth of June), regia di Henry Koster (1956)
- Scialuppe a mare (Away All Boats), regia di Joseph Pevney (1956)
- Drango, regia di Hall Bartlett, Jules Bricken (1957)
- I giovani leoni (The Young Lions), regia di Edward Dmytryk (1958)
- Paul Bunyan, regia di Les Clark (1958) - corto
- Sono un agente FBI (The FBI Story), regia di Mervyn LeRoy (1959)
- Cash McCall, regia di Joseph Pevney (1960)
- Svegliami quando è finito (Wake Me When It's Over), regia di Mervyn LeRoy (1960)
- Le avventure di Huck Finn (The Adventures of Huckleberry Finn), regia di Michael Curtiz (1960)
- Febbre nel sangue (A Fever in the Blood), regia di Vincent Sherman (1961)
- La strada a spirale (The Spiral Road), regia di Robert Mulligan (1962)
- La donna che inventò lo strip-tease (Gypsy), regia di Mervyn LeRoy (1962)
- La più allegra avventura (The Brass Bottle), regia di Harry Keller (1964)
- I due seduttori (Bedtime Story), regia di Ralph Levy (1964)
- Il boia è di scena (Two on a Guillotine), regia di William Conrad (1965)
- I cacciatori del lago d'argento (Those Calloways), regia di Norman Tokar (1965)
- Febbre sulla città (Bus Riley's Back in Town), regia di Harvey Hart (1965)
- Un leone nel mio letto (Fluffy), regia di Earl Bellamy (1965)
- La trappola mortale (The Money Trap), regia di Burt Kennedy (1965)
- Patto a tre (Marriage on the Rocks), regia di Jack Donohue (1965)
- 4 bassotti per 1 danese (The Ugly Dachshund), regia di Norman Tokar (1966)
- I ragazzi di Camp Siddons (Follow Me, Boys!), regia di Norman Tokar (1966)
- Un maggiordomo nel Far West (The Adventures of Bullwhip Griffin), regia di James Neilson (1967)
- La gnomo mobile (The Gnome-Mobile), regia di Robert Stevenson (1967)
- Sinfonia di guerra (Counterpoint), regia di Ralph Nelson (1967)
- L'ultimo colpo in canna (Day of the Evil Gun), regia di Jerry Thorpe (1968)
- Che cosa hai fatto quando siamo rimasti al buio? (Where Were You When the Lights Went Out?), regia di Hy Averback (1968)
- Appuntamento per una vendetta (Young Billy Young), regia di Burt Kennedy (1969)
- Il magliaro a cavallo (Skin Game), regia di Paul Bogart (1971)
- Sixteen, regia di Lawrence Dobkin (1973)
- Supercolpo dei cinque dobermann d'oro (The Amazing Dobermans), regia di Byron Chudnow (1976)
- Il pollo si mangia con le mani (Carbon Copy), regia di Michael Schultz (1981)
- Cane Bianco (White Dog), regia di Samuel Fuller (1982)
- Doctor Detroit, regia di Michael Pressman (1983)
- Chattanooga Choo Choo, regia di Bruce Bilson (1984)
- Pray for Death, regia di Gordon Hessler (1985)
- Flag, regia di Bill Duke (1986)
- License to Drive - Licenza di guida (License to Drive), regia di Greg Beeman (1988)
- Time Trackers, regia di Howard R. Cohen (1989)
- Un angelo da quattro soldi (Almost an Angel), regia di John Cornell (1990)
- Space Case, regia di Howard R. Cohen (1992)
- King B: A Life in the Movies, regia di Mike Valerio (1993)
- Dave - Presidente per un giorno (Dave), regia di Ivan Reitman (1993)
- L'ultimo cacciatore (Last of the Dogmen), regia di Tab Murphy (1995)

### Televisione
- Gruen Guild Playhouse – serie TV, un episodio (1951)
- The RCA Victor Show – serie TV, un episodio (1952)
- Dragnet – serie TV, 2 episodi (1952)
- The George Burns and Gracie Allen Show – serie TV, un episodio (1954)
- Letter to Loretta – serie TV, un episodio (1954)
- Father Knows Best – serie TV, un episodio (1955)
- The Public Defender – serie TV, un episodio (1955)
- The Lineup – serie TV, un episodio (1955)
- The Bob Cummings Show – serie TV, un episodio (1955)
- The Man Behind the Badge – serie TV, un episodio (1955)
- So This Is Hollywood – serie TV, un episodio (1955)
- Treasury Men in Action – serie TV, un episodio (1955)
- It's a Great Life – serie TV, 2 episodi (1955)
- Our Miss Brooks – serie TV, 3 episodi (1952-1955)
- TV Reader's Digest – serie TV, episodio 1x17 (1955)
- Furia (Fury) – serie TV, un episodio (1955)
- Alfred Hitchcock presenta (Alfred Hitchcock Presents) – serie TV, un episodio (1956)
- Carolyn – film TV (1956)
- You Are There – serie TV, 3 episodi (1955-1956)
- Hey, Jeannie! – serie TV, un episodio (1956)
- The Ford Television Theatre – serie TV, un episodio (1957)
- Lucy ed io (I Love Lucy) – serie TV, 2 episodi (1955-1957)
- Jane Wyman Presents The Fireside Theatre – serie TV, 3 episodi (1956-1957)
- Wire Service – serie TV, episodi 1x09-1x29 (1956-1957)
- Panico (Panic!) – serie TV, episodio 1x10 (1957)
- The 20th Century-Fox Hour – serie TV, episodi 2x15-2x19 (1957)
- Sally – serie TV, un episodio (1957)
- Official Detective – serie TV, un episodio (1957)
- The Court of Last Resort – serie TV, episodio 1x10 (1957)
- Trackdown – serie TV, un episodio (1958)
- Matinee Theatre – serie TV, 2 episodi (1958)
- Steve Canyon – serie TV, un episodio (1958)
- Black Saddle – serie TV, un episodio (1959)
- Goodyear Theatre – serie TV, 2 episodi (1958-1959)
- Avventure in elicottero (Whirlybirds) – serie TV, un episodio (1959)
- Fibber McGee and Molly – serie TV, un episodio (1959)
- The Texan – serie TV, episodio 2x05 (1959)
- Westinghouse Desilu Playhouse – serie TV, episodio 2x08 (1959)
- I racconti del West (Zane Grey Theater) – serie TV, 4 episodi (1956-1959)
- Lock-Up – serie TV, episodio 1x14 (1959)
- Startime – serie TV, un episodio (1960)
- The Slowest Gun in the West – film TV (1960)
- Thriller – serie TV, episodio 1x02 (1960)
- Make Room for Daddy – serie TV, 3 episodi (1956-1960)
- Il magnifico King (National Velvet) – serie TV, episodi 1x04-1x06 (1960)
- The Law and Mr. Jones – serie TV, un episodio (1960)
- Dan Raven – serie TV, un episodio (1960)
- The Real McCoys – serie TV, 2 episodi (1958-1960)
- The Roaring 20's – serie TV, un episodio (1960)
- Harrigan and Son – serie TV, un episodio (1961)
- Michael Shayne – serie TV episodio 1x21 (1961)
- Outlaws – serie TV, episodio 1x17 (1961)
- Angel – serie TV, un episodio (1961)
- Scacco matto (Checkmate) – serie TV, episodio 1x27 (1961)
- Avventure in paradiso (Adventures in Paradise) – serie TV, episodio 2x32 (1961)
- Westinghouse Playhouse – serie TV, un episodio (1961)
- The New Breed – serie TV, episodio 1x01 (1961)
- The Gertrude Berg Show – serie TV, 2 episodi (1961)
- Bus Stop – serie TV, episodio 1x13 (1961)
- The Rifleman – serie TV, 2 episodi (1959-1961)
- Dennis the Menace – serie TV, 2 episodi (1959-1962)
- Frontier Circus – serie TV, un episodio (1962)
- The Dick Powell Show – serie TV, 2 episodi (1962)
- Corruptors (Target: The Corruptors) – serie TV, episodi 1x03-1x27 (1961-1962)
- General Electric Theater – serie TV, 3 episodi (1954-1962)
- Bachelor Father – serie TV, un episodio (1962)
- Room for One More – serie TV, un episodio (1962)
- Have Gun - Will Travel – serie TV, 3 episodi (1959-1962)
- Laramie – serie TV, un episodio (1962)
- The Andy Griffith Show – serie TV, 7 episodi (1962-1963)
- G.E. True – serie TV, episodi 1x22 (1963)
- Gli uomini della prateria (Rawhide) – serie TV, 2 episodi (1963)
- Il dottor Kildare (Dr. Kildare) – serie TV, un episodio (1963)
- Carovane verso il west (Wagon Train) – serie TV, 3 episodi (1962-1963)
- Indirizzo permanente (77 Sunset Strip) – serie TV, episodio 6x20 (1964)
- La grande avventura (The Great Adventure) – serie TV, episodio 1x18 (1964)
- The Jack Benny Program – serie TV, un episodio (1964)
- La legge del Far West (Temple Houston) – serie TV, episodi 1x05-1x25 (1963-1964)
- The Outer Limits – serie TV, un episodio (1964)
- Gli inafferrabili (The Rogues) – serie TV, episodio 1x07 (1964)
- Wendy and Me – serie TV, un episodio (1964)
- Polvere di stelle (Bob Hope Presents the Chrysler Theatre) – serie TV, un episodio (1964)
- The Joey Bishop Show – serie TV, un episodio (1964)
- Karen – serie TV, un episodio (1964)
- Mickey – serie TV, un episodio (1964)
- My Living Doll – serie TV, episodio 1x21 (1965)
- Hazel – serie TV, un episodio (1965)
- Profiles in Courage – serie TV, un episodio (1965)
- Il mio amico marziano (My Favorite Martian) – serie TV, un episodio (1965)
- Death Valley Days – serie TV, 2 episodi (1963-1965)
- The Adventures of Ozzie & Harriet – serie TV, 55 episodi (1953-1965)
- I forti di Forte Coraggio (F Troop) – serie TV, un episodio (1965)
- La legge di Burke (Burke's Law) – serie TV, episodio 3x15 (1965)
- The Farmer's Daughter – serie TV, 2 episodi (1965-1966)
- An Evening with Carol Channing – film TV (1966)
- Bonanza – serie TV, 3 episodi (1961-1966)
- La famiglia Addams (The Addams Family) – serie TV, 6 episodi (1965-1966)
- La doppia vita di Henry Phyfe (The Double Life of Henry Phyfe) – serie TV, episodio 1x14 (1966)
- Perry Mason – serie TV, 6 episodi (1961-1966)
- Il fuggiasco (The Fugitive) – serie TV, 2 episodi (1964-1967)
- Rango – serie TV, episodio 1x02 (1967)
- Occasional Wife – serie TV, un episodio (1967)
- Laredo – serie TV, un episodio (1967)
- I Pruitts (The Pruitts of Southampton) – serie TV, episodi 1x04-1x28 (1966-1967)
- Strega per amore (I Dream of Jeannie) – serie TV, un episodio (1967)
- Gomer Pyle: USMC – serie TV, 2 episodi (1966-1967)
- The Lucy Show – serie TV, 5 episodi (1962-1967)
- The Second Hundred Years – serie TV, 2 episodi (1967-1968)
- Lassie – serie TV, 2 episodi (1968)
- Al banco della difesa (Judd for the Defense) – serie TV, un episodio (1968)
- Ironside – serie TV, 3 episodi (1968)
- Il grande teatro del west (The Guns of Will Sonnett) – serie TV, un episodio (1969)
- Reporter alla ribalta (The Name of the Game) – serie TV, un episodio (1969)
- The Queen and I – serie TV, un episodio (1969)
- La terra dei giganti (Land of the Giants) – serie TV, un episodio (1969)
- Sui sentieri del West (The Outcasts) – serie TV, episodio 1x26 (1969)
- Doc – film TV (1969)
- The New People – serie TV, un episodio (1969)
- The Doris Day Show – serie TV, un episodio (1969)
- Wake Me When the War Is Over – film TV (1969)
- Hogan's Heroes – serie TV, 4 episodi (1965-1969)
- Mannix – serie TV, un episodio (1970)
- Petticoat Junction – serie TV, 5 episodi (1965-1970)
- F.B.I. (The F.B.I.) – serie TV, 3 episodi (1965-1970)
- The Boy Who Stole the Elephant – film TV (1970)
- The Over-the-Hill Gang Rides Again – film TV (1970)
- The Bill Cosby Show – serie TV, 2 episodi (1970)
- Il virginiano (The Virginian) – serie TV, 4 episodi (1962-1970)
- La fattoria dei giorni felici (Green Acres) – serie TV, 4 episodi (1965-1971)
- The Sheriff – film TV (1971)
- Mod Squad, i ragazzi di Greer (The Mod Squad) – serie TV, un episodio (1971)
- Disneyland – serie TV, 8 episodi (1959-1971)
- The D.A. – serie TV, un episodio (1971)
- Here's Lucy – serie TV, 2 episodi (1971)
- The Don Rickles Show – serie TV, un episodio (1972)
- Vita da strega (Bewitched) – serie TV, 8 episodi (1966-1972)
- Temperatures Rising – serie TV, 2 episodi (1972)
- Medical Center – serie TV, 2 episodi (1971-1973)
- Kung Fu – serie TV, un episodio (1973)
- Apple's Way – serie TV, un episodio (1974)
- Punch and Jody – film TV (1974)
- The ABC Afternoon Playbreak – serie TV, un episodio (1974)
- Winner Take All – film TV (1975)
- Il cacciatore (The Manhunter) – serie TV, un episodio (1975)
- Three for the Road – serie TV, un episodio (1975)
- Le strade di San Francisco (The Streets of San Francisco) – serie TV, un episodio (1976)
- Alla conquista del West (How the West Was Won) (1977)
- Nel tunnel dei misteri con Nancy Drew e gli Hardy Boys (The Hardy Boys/Nancy Drew Mysteries) – serie TV, un episodio (1977)
- The San Pedro Beach Bums – serie TV, un episodio (1977)
- Halloween con la famiglia Addams (Halloween with the New Addams Family) – film TV (1977)
- You Gotta Start Somewhere – film TV (1977)
- Incredible Rocky Mountain Race – film TV (1977)
- Don't Push, I'll Charge When I'm Ready – film TV (1977)
- Project U.F.O. – serie TV, un episodio (1978)
- True Grit – film TV (1978)
- The Time Machine – film TV (1978)
- Supertrain – serie TV, un episodio (1979)
- Alla conquista del west (How the West Was Won)– miniserie TV (1978-1979)
- Charlie's Angels – serie TV, 2 episodi (1978-1979)
- L'incredibile Hulk (The Incredible Hulk) – serie TV, episodio 3x11 (1979)
- Truck Driver (B.J. and the Bear) – serie TV, un episodio (1980)
- La casa nella prateria (Little House on the Prairie) – serie TV, 2 episodi (1976-1980)
- Hello, Larry – serie TV, un episodio (1980)
- Insight – serie TV, un episodio (1980)
- Rodeo Girl – film TV (1980)
- WKRP in Cincinnati – serie TV, un episodio (1980)
- California (Knots Landing) – serie TV, un episodio (1981)
- Flamingo Road – serie TV, un episodio (1981)
- Murder in Texas – film TV (1981)
- Harper Valley P.T.A. – serie TV, un episodio (1981)
- Cuore e batticuore (Hart to Hart) – serie TV, un episodio (1982)
- Il villaggio maledetto (Cry for the Strangers) – film TV (1982)
- Lou Grant – serie TV, 4 episodi (1979-1982)
- Madame's Place – serie TV, 2 episodi (1982)
- I ragazzi di padre Murphy (Father Murphy) – serie TV, un episodio (1982)
- Dallas – serie TV, 2 episodi (1982)
- Archie Bunker's Place – serie TV, un episodio (1983)
- Tre cuori in affitto (Three's Company) – serie TV, un episodio (1983)
- A-Team (The A-Team) – serie TV, un episodio (1984)
- Detective per amore (Finder of Lost Loves) – serie TV, un episodio (1984)
- Hazzard (The Dukes of Hazzard) – serie TV, 7 episodi (1981-1984)
- Shadow Chasers – serie TV, un episodio (1985)
- Killer in the Mirror – film TV (1986)
- Under the Influence – film TV (1986)
- Ai confini della realtà (The Twilight Zone) – serie TV, episodio 2x05 (1986)
- Simon & Simon – serie TV, un episodio (1986)
- One Big Family – serie TV, un episodio (1987)
- Bravo Dick (Newhart) – serie TV, 3 episodi (1984-1987)
- Cuori senza età (The Golden Girls) – serie TV, un episodio (1987)
- Hunter – serie TV, un episodio (1987)
- Breaking Home Ties – film TV (1987)
- Giudice di notte (Night Court) – serie TV, un episodio (1988)
- Genitori in blue jeans (Growing Pains) – serie TV, un episodio (1989)
- Life Goes On – serie TV, 2 episodi (1989-1990)
- Una famiglia tutto pepe (True Colors) – serie TV, 2 episodi (1990)
- Agli ordini, papà (Major Dad) – serie TV, un episodio (1991)
- Flash (The Flash) – serie TV, un episodio (1991)
- Beverly Hills 90210 – serie TV, un episodio (1991)
- In viaggio nel tempo (Quantum Leap) – serie TV, 2 episodi (1991-1992)
- Innamorati pazzi (Mad About You) – serie TV, un episodio (1993)
- Willy, il principe di Bel Air (The Fresh Prince of Bel-Air) – serie TV, un episodio (1993)
- Febbre d'amore (The Young and the Restless) – serie TV (1993)
- Viper – serie TV, un episodio (1994)
- Avvocati a Los Angeles (L.A. Law) – serie TV, 2 episodi (1990-1994)
- Roswell – film TV (1994)
- Renegade – serie TV, un episodio (1994)
- Coach – serie TV, un episodio (1995)
- Star Trek: Voyager – serie TV, episodio 3x07 (1996)

## Doppiatori italiani
Nelle versioni in italiano delle opere in cui ha recitato, Parley Bear è stato doppiato da:
- Carlo Romano in Sono un agente FBI, I cacciatori del lago d'argento
- Cesare Fantoni in Scialuppe a mare
- Manlio Busoni in Drango
- Mario Pisu ne I giovani leoni
- Giorgio Capecchi ne Il boia è di scena
- Ferruccio Amendola ne I ragazzi di Camp Siddons
- Germano Longo in L'ultimo colpo in canna
- Manlio Guardabassi in La casa nella prateria
- Bruno Alessandro in Halloween con la famiglia Addams
- Adolfo Geri in Charlie's Angels (ep. 3x08)
- Sergio Fiorentini in Charlie's Angels (ep. 4x04)
- Mario Mastria in Doctor Detroit
- Ettore Conti in License to Drive - Licenza di guida
- Carlo Baccarini in Un angelo da quattro soldi
- Lino Troisi in Flash[2]